# Titularerzbistum Laodicea in Syria
Laodicea in Syria (ital.: Laodicea di Siria) ist ein Titularerzbistum der römisch-katholischen Kirche.
Es geht zurück auf einen untergegangenen Bischofssitz in der antiken Stadt Laodicea ad Mare (heute Latakia), die in der römischen Provinz Syria bzw. Syria Prima lag.
| Titularerzbischöfe von Laodicea in Syria |                                 | |                   |                   |
| Nr.                                      | Name                            | Amt | von               | bis               |
| 1                                        | Denis T. O’Connor CSB           | emeritierter Erzbischof von Toronto (Kanada) | 4. Mai 1908       | 30. Juni 1911     |
| 2                                        | Francesco Moretti               | emeritierter Bischof von Terni und Narni (Italien)                                                                                              | 7. März 1921      | 30. Dezember 1926 |
| 3                                        | Riccardo Bartoloni              | Apostolischer Nuntius in Litauen Apostolischer Nuntius im Königreich Ägypten                                                                    | 21. Mai 1928      | 11. Oktober 1933  |
| 4                                        | Orazio Mazzella                 | emeritierter Erzbischof von Tarent (Italien) | 1. November 1934  | 30. Juli 1939     |
| 5                                        | Mario Giardini B                | emeritierter Erzbischof von Ancona und Numana (Italien)                                                                                         | 5. Februar 1940   | 30. August 1947   |
| 6                                        | Guido Luigi Bentivoglio SOC     | Koadjutorerzbischof von Catania (Italien) | 30. März 1949     | 3. April 1952     |
| 7                                        | Benjamin-Octave Roland-Gosselin | emeritierter Bischof von Versailles (Frankreich)                                                                                                | 23. April 1952    | 22. Mai 1952      |
| 8                                        | Paul Bernier                    | Apostolischer Nuntius in Costa Rica Apostolischer Nuntius in Panama                                                                             | 7. August 1952    | 9. September 1957 |
| 9                                        | Domenico Kardinal Tardini       | Kardinalstaatssekretär | 27. Dezember 1958 | 27. Dezember 1958 |
| 10                                       | Martin John O’Connor            | Rektor des Päpstlichen Nordamerika-Kollegs Präsident des Päpstlichen Rates für die sozialen Kommunikationsmittel Apostolischer Nuntius in Malta | 5. September 1959 | 1. Dezember 1986  |